# Scotts Peak
Der Scotts Peak ist ein 669 Meter hoher Berg im Südwesten des australischen Bundesstaates Tasmanien. Er liegt im Southwest-Nationalpark nördlich der Frankland Range.
Vor dem Bau des Gordon-River-Systems stand er am Ufer des ursprünglichen Lake Pedder, eines kleinen Gletschersees. Nach Flutung des heutigen Stausees liegt er nun als Insel im See. Einer der Dämme des Stausees, der Scotts Peak Dam, ist –ebenso wie die dorthin führende, unbefestigte Straße – nach ihm benannt.